# Parafia św. Zygmunta w Częstochowie
Parafia Świętego Zygmunta w Częstochowie – rzymskokatolicka parafia, położona w dekanacie Częstochowa – św. Zygmunta, archidiecezji częstochowskiej w Polsce, erygowana w XIV wieku.

## Historia
Nieznana jest dokładna data powstania parafii. Najprawdopodobniej powstała w II połowie XIII w. Pierwszą historyczną wzmiankę o niej podaje wykaz świętopietrza z lat 1325-27. Ośrodkiem jej był drewniany kościółek pod wezwaniem NMP na Jasnej Górze. Do Częstochowy parafia przeniosła swą siedzibę w 1382 r., umieszczając ją przy dotychczasowym kościółku pw. św. Zygmunta, powstałym najprawdopodobniej po roku 1356, tzn. po otrzymaniu przez wieś Częstochowa praw miejskich. Zmiany siedziby dokonał ówczesny proboszcz częstochowski ks. Henryk Biel, herbu Ostoja, za zgodą biskupa krakowskiego Jana Radlicy. Zrzekł się on kościoła na Jasnej Górze na rzecz ojców paulinów, sprowadzonych do Polski z Węgier przez księcia Władysława Opolczyka, dla opiekowania się cudownym obrazem Matki Boskiej, przywiezionym tu przez niego i przy tym kościele umieszczonym.

## Proboszczowie
- ks. Marian Wojcieszak[2]
- ks. Jacek Marciniec[3]